# マフブーブ・アリー・ハーン
マフブーブ・アリー・ハーン（テルグ語: మహబూబ్ అలీ ఖాన్, ウルドゥー語: آصف جاہ شیشم, Mahbub Ali Khan, 1866年8月17日 - 1911年8月29日）は、インドのデカン地方、ニザーム藩王国の第9代君主（ニザーム、在位：1869年 - 1911年）。アーサフ・ジャー6世（Asaf Jah VI）とも呼ばれる。

## 生涯
1869年2月26日、父である藩王アフザル・ウッダウラが死亡し、その息子マフブーブ・アリー・ハーンがその藩王位を継承した。
父が没した時わずか生後2歳7ヶ月であった。そのため2人の後見人が摂政となった。このうちの一人サーラール・ジャングは、その死の日まで長きにわたって摂政かつ行政官の地位にあった。
また、サーラール・ジャングと共にイギリス軍司令官のジョン・クラーク、その他にもペルシア語、アラビア語、ウルドゥー語の学者達がマフブーブ・アリー・ハーンの教育にあたった。特にサーラール・ジャングの高潔な生き様は、この9代目藩王の人格形成に大きく影響したといわれている。
マフブーブ・アリー・ハーンが16歳の時、サーラール・ジャングは藩王に藩王国の運営について教授し始めた。マフブーブ・アリー・ハーンはその高潔な人柄と治世により、ニザーム藩王国の最も優れた藩王の一人にあげられる。
1911年8月29日、マフブーブ・アリー・ハーンは死去し、息子のウスマーン・アリー・ハーンが藩王位を継承した。